# Закопанский стиль
Закопанский стиль (пол. Styl zakopiański) — архитектурный стиль, введённый Станиславом Виткевичем в 1890-е годы. В основном использовался при строительстве пансионатов.
Виткевич за образец взял традиционный стиль строительства подгальских гуралов, обогатив его элементами модерна, стремился создать основу для современной польской народной архитектуры на основе культуры Подгале. Первые проекты он реализовывал проектируя загородные дома и виллы в курортном городе Закопане. Пропагандистами его стиля были, в частности, Владислав Матляковский, Валерий Ильяс-Радзиковский и Ярослав Войцеховский.
В закопанском стиле производились также мебель, хозяйственные принадлежности, одежда, изделия из фарфора, музыкальные инструменты и сувениры. Элементы культуры гуралей проникали также в творчество композиторов и писателей. В широком смысле понятие закопанский стиль охватывает все проявления проникновения народной культуры Подгалья в общепольскую культуру.
Главными особенностями стиля являются фундаменты из колотого камня, высокая гонтовая крыша, большое количество декоративных элементов.

## В Беларуси
В польскую эпоху закопанский стиль стал распространяться и в Западной Беларуси, где его пропагандировали Юлиуш Клос и Леон Витан-Дубейковский. Сохранились десятки примеров зданий в этом стиле, большинство из которых в аварийном состоянии. Некоторые внесены в Государственный список историко-культурных ценностей Республики Беларусь.

## Галерея

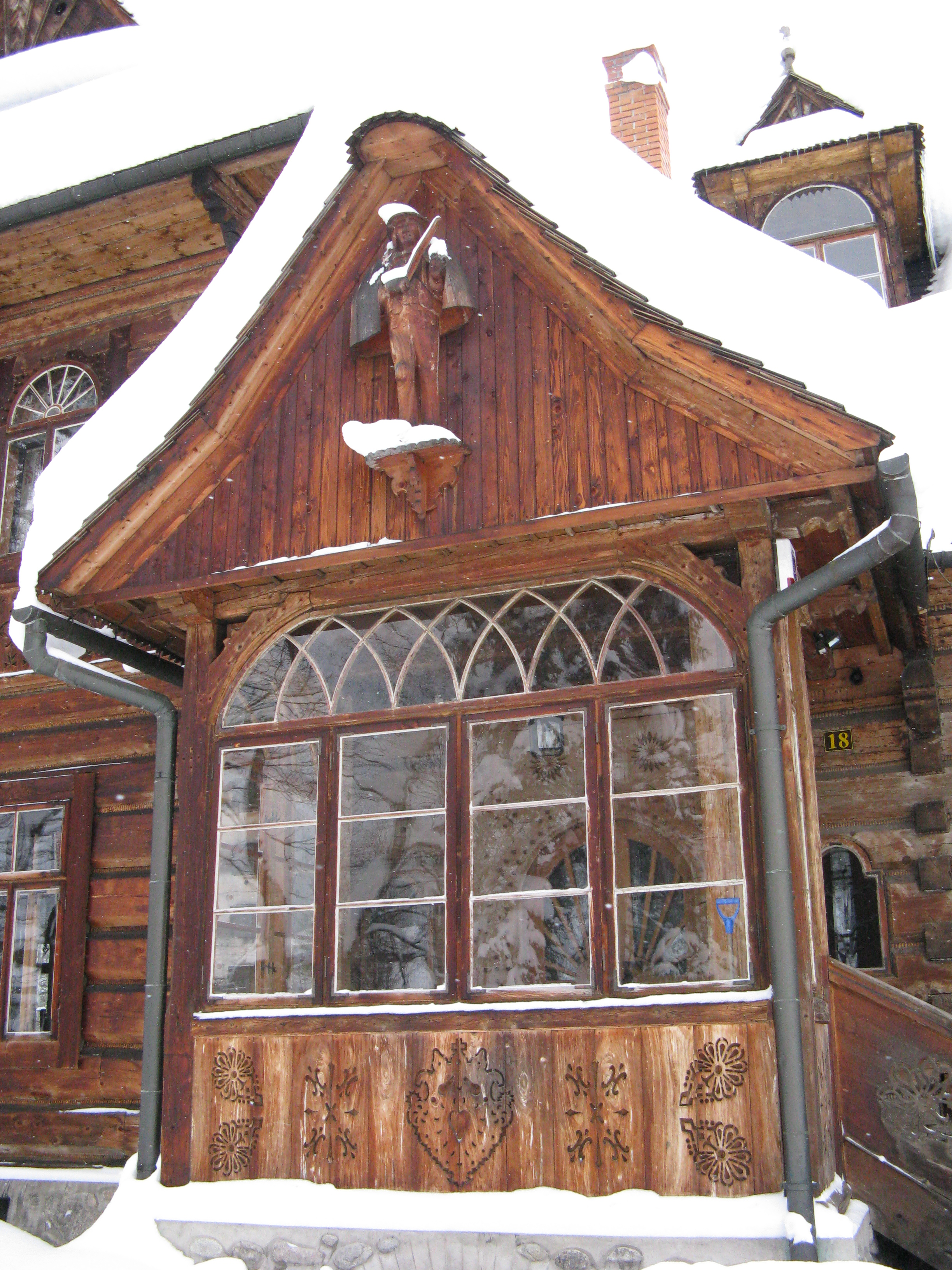
Крыльцо виллы Колиба
Музей Кароля Шимановского «Атма» в Закопане
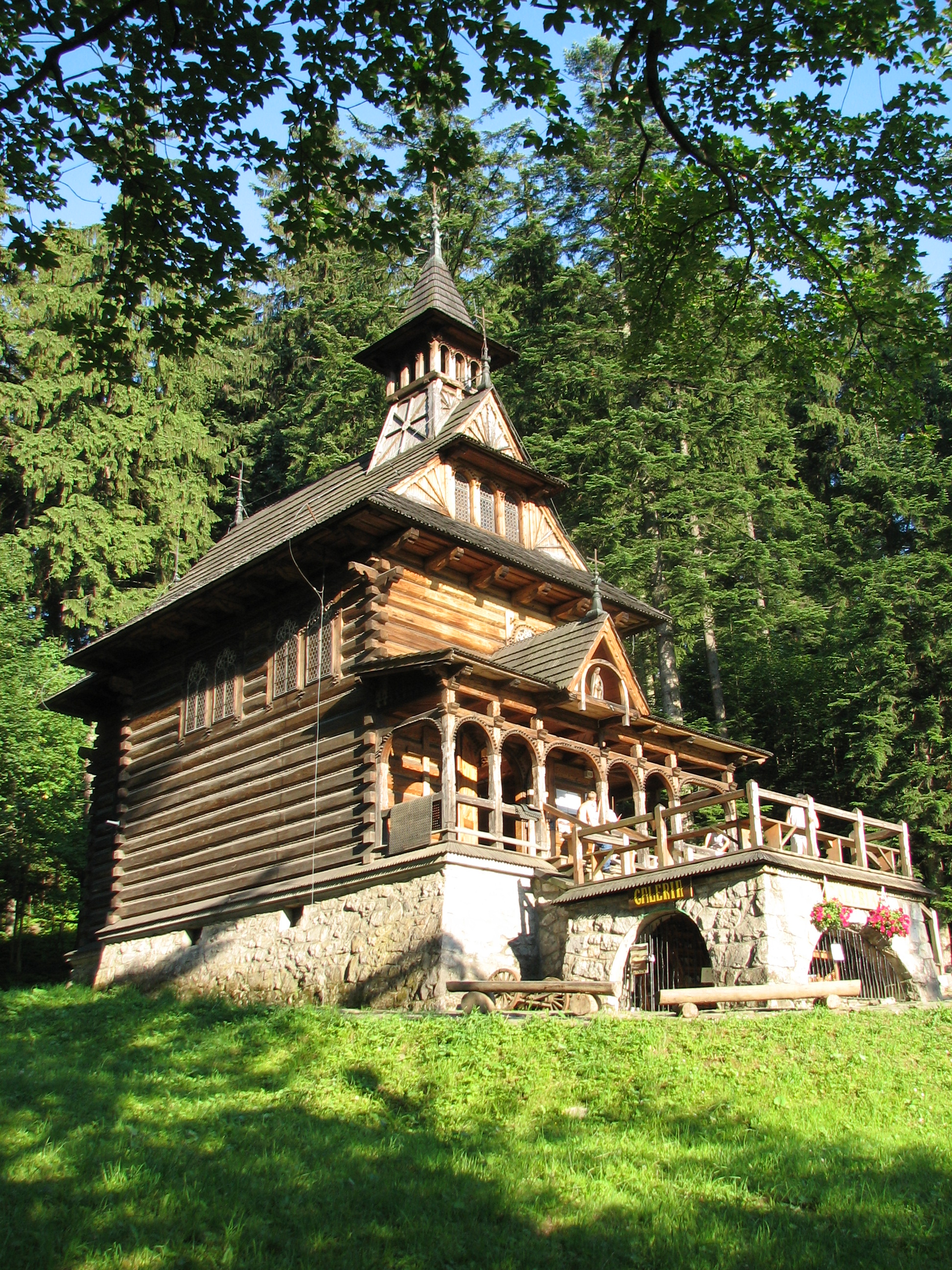
Часовня Святого Сердца Иисуса, Закопане